# Everytime We Touch (Cascada)
Everytime We Touch is een nummer van de Duitse eurodancegroep Cascada uit 2006. Het is de eerste single van hun gelijknamige debuutalbum.
Het refrein van het nummer is gesampled uit het gelijknamige nummer van Maggie Reilly. In Noord-Amerika werd "Everytime We Touch" al in 2005 uitgebracht, in Europa pas in 2006. Het nummer werd vooral in Europa een grote hit. In Cascada's thuisland Duitsland haalde het de 5e positie. In de Top 40 haalde het de 10e positie en werd Dancesmash op Radio 538, maar in de Vlaamse Ultratop 50 was het met een 32e positie iets minder succesvol.
In 2023 werd het nummer door Duitse metal band Electric Callboy gecoverd.